# Raymond Kaelbel
Raymond Kaelbel (Colmar, 31 de janeiro de 1932 - 17 de abril de 2007) foi um futebolista francês. 

## Carreira
Ele competiu na Copa do Mundo FIFA de 1954, sediada na Suíça, na qual a seleção de seu país terminou na nona colocação dentre os 16 participantes. Nascido na região da Alsácia apenas pouco mais de uma década depois de sua anexação da Alemanha pela França, Kaelbel tem origem germânica; em alemão, seu sobrenome poderia ser grafado como Kälbel.
Após se aposentar, tornou-se treinador. Comandou apenas um clube, o ASPV Strasbourg, entre 1979 e 1988.

## Títulos
- Copa do Mundo de 1958: 3º Lugar